# Open 13 2004 - Qualificazioni singolare
Le qualificazioni del singolare  dell'Open 13 2004 sono state un torneo di tennis preliminare per accedere alla fase finale della manifestazione. I vincitori dell'ultimo turno sono entrati di diritto nel tabellone principale. In caso di ritiro di uno o più giocatori aventi diritto a questi sono subentrati i lucky loser, ossia i giocatori che hanno perso nell'ultimo turno ma che avevano una classifica più alta rispetto agli altri partecipanti che avevano comunque perso nel turno finale.
Le qualificazioni del torneo Open 13 2004 prevedevano 32 partecipanti di cui 4 sono entrati nel tabellone principale.

## Teste di serie
1. Victor Hănescu (ultimo turno)
2. Igor' Andreev (ultimo turno)
3. Thierry Ascione (ultimo turno)
4. Àlex Corretja (secondo turno)

1. Nicolas Mahut (Qualificato)
2. Tomáš Berdych (primo turno)
3. Gilles Elseneer (secondo turno)
4. Marc Rosset (Qualificato)

## Qualificati
1. Marc Rosset
2. Nicolas Mahut

1. Florian Mayer
2. Julian Knowle

## Tabellone

### Legenda
| - Q = Qualificato - WC = Wild card - LL = Lucky loser | - ALT = Alternate - SE = Special Exempt - PR = Protected Ranking | - w/o = Walkover - r = Ritirato - d = Squalificato |

### Sezione 1
|  | Primo turno            | Primo turno             | Primo turno             | Primo turno | Primo turno |  |  | Secondo turno | Secondo turno          | Secondo turno          | Secondo turno | Secondo turno |   |   | Ultimo turno | Ultimo turno   | Ultimo turno | Ultimo turno | Ultimo turno |  |
|  |                        |                         |                         |             |             |  |  |               |                        |                        |               |               |   |   |              |                |              |              |              |  |
|  | 1                      | Victor Hănescu          | 4                       | 6           | 6           |  |  |               |                        |                        |               |               |   |   |              |                |              |              |              |  |
|  |                        | Álex Calatrava          | 6                       | 3           | 0           |  |  | 1             | Victor Hănescu         | 6                      | 5             | 6             |   |   |              |                |              |              |              |  |
|  | Werner Eschauer        | Werner Eschauer         | Werner Eschauer         | 7           | 6           |  |  |               | Werner Eschauer        | 4                      | 7             | 4             |   |   |              |                |              |              |              |  |
|  | Philipp Kohlschreiber  | Philipp Kohlschreiber   | Philipp Kohlschreiber   | 65          | 1           |  |  |               |                        |                        |               |               |   |   | 1            | Victor Hănescu | 65           | 7            | 4            |  |
|  | Édouard Roger-Vasselin | Édouard Roger-Vasselin  | Édouard Roger-Vasselin  | 7           | 7           |  |  |               |                        | 8                      | Marc Rosset   | 7             | 5 | 6 |              |                |              |              |              |  |
|  | Marc Bauer             | Marc Bauer              | Marc Bauer              | 63          | 5           |  |  |               | Édouard Roger-Vasselin | Édouard Roger-Vasselin | 4             | 6(1)          |   |   |              |                |              |              |              |  |
|  | 8                      | Marc Rosset             | Marc Rosset             | 7           | 7           |  |  | 8             | Marc Rosset            | Marc Rosset            | 6             | 7             |   |   |              |                |              |              |              |  |
|  |                        | Juan-Albert Viloca-Puig | Juan-Albert Viloca-Puig | 5           | 64          |  |  |               |                        |                        |               |               |   |   |              |                |              |              |              |  |

### Sezione 2
|  | Primo turno         | Primo turno         | Primo turno         | Primo turno | Primo turno |  |  | Secondo turno | Secondo turno  | Secondo turno  | Secondo turno | Secondo turno |   |   | Ultimo turno | Ultimo turno  | Ultimo turno  | Ultimo turno | Ultimo turno |  |
|  |                     |                     |                     |             |             |  |  |               |                |                |               |               |   |   |              |               |               |              |              |  |
|  | 2                   | Igor' Andreev       | Igor' Andreev       | 6           | 7           |  |  |               |                |                |               |               |   |   |              |               |               |              |              |  |
|  |                     | Jonathan Hilaire    | Jonathan Hilaire    | 2           | 5           |  |  | 2             | Igor' Andreev  | 3              | 6             | 6             |   |   |              |               |               |              |              |  |
|  | Gilles Müller       | Gilles Müller       | Gilles Müller       | 7           | 6           |  |  |               | Gilles Müller  | 6              | 1             | 4             |   |   |              |               |               |              |              |  |
|  | Andreas Seppi       | Andreas Seppi       | Andreas Seppi       | 68          | 2           |  |  |               |                |                |               |               |   |   | 2            | Igor' Andreev | Igor' Andreev | 3            | 63           |  |
|  | Potito Starace      | Potito Starace      | Potito Starace      | 7           | 7           |  |  |               |                | 5              | Nicolas Mahut | Nicolas Mahut | 6 | 7 |              |               |               |              |              |  |
|  | Frederic Jeanclaude | Frederic Jeanclaude | Frederic Jeanclaude | 69          | 5           |  |  |               | Potito Starace | Potito Starace | 4             | 65            |   |   |              |               |               |              |              |  |
|  | 5                   | Nicolas Mahut       | Nicolas Mahut       | 7           | 7           |  |  | 5             | Nicolas Mahut  | Nicolas Mahut  | 6             | 7             |   |   |              |               |               |              |              |  |
|  |                     | Massimo Dell'Acqua  | Massimo Dell'Acqua  | 62          | 63          |  |  |               |                |                |               |               |   |   |              |               |               |              |              |  |

### Sezione 3
|  | Primo turno            | Primo turno            | Primo turno   | Primo turno | Primo turno |  |  | Secondo turno     | Secondo turno     | Secondo turno   | Secondo turno | Secondo turno |   |   | Ultimo turno | Ultimo turno    | Ultimo turno    | Ultimo turno | Ultimo turno |  |
|  |                        |                        |               |             |             |  |  |                   |                   |                 |               |               |   |   |              |                 |                 |              |              |  |
|  | 3                      | Thierry Ascione        | 63            | 6           | 6           |  |  |                   |                   |                 |               |               |   |   |              |                 |                 |              |              |  |
|  |                        | Jo-Wilfried Tsonga     | 7             | 4           | 4           |  |  | 3                 | Thierry Ascione   | Thierry Ascione | 6             | 6             |   |   |              |                 |                 |              |              |  |
|  | Stéphane Bohli         | Stéphane Bohli         | 5             | 6           | 6           |  |  |                   | Stéphane Bohli    | Stéphane Bohli  | 4             | 2             |   |   |              |                 |                 |              |              |  |
|  | Guillermo García López | Guillermo García López | 7             | 1           | 4           |  |  |                   |                   |                 |               |               |   |   | 3            | Thierry Ascione | Thierry Ascione | 4            | 64           |  |
|  | Michel Kratochvil      | Michel Kratochvil      | 6             | 62          | 6           |  |  |                   |                   |                 | Florian Mayer | Florian Mayer | 6 | 7 |              |                 |                 |              |              |  |
|  | Jan Hernych            | Jan Hernych            | 4             | 7           | 3           |  |  | Michel Kratochvil | Michel Kratochvil | 7               | 1             | 3             |   |   |              |                 |                 |              |              |  |
|  |                        | Florian Mayer          | Florian Mayer | 7           | 6           |  |  | Florian Mayer     | Florian Mayer     | 6(1)            | 6             | 6             |   |   |              |                 |                 |              |              |  |
|  | 6                      | Tomáš Berdych          | Tomáš Berdych | 6(1)        | 3           |  |  |                   |                   |                 |               |               |   |   |              |                 |                 |              |              |  |

### Sezione 4
|  | Primo turno       | Primo turno          | Primo turno | Primo turno | Primo turno |  |  | Secondo turno | Secondo turno    | Secondo turno    | Secondo turno    | Secondo turno |   |   | Ultimo turno  | Ultimo turno  | Ultimo turno | Ultimo turno | Ultimo turno |  |
|  |                   |                      |             |             |             |  |  |               |                  |                  |                  |               |   |   |               |               |              |              |              |  |
|  | 4                 | Àlex Corretja        | 4           | 7           | 6           |  |  |               |                  |                  |                  |               |   |   |               |               |              |              |              |  |
|  |                   | Jean-Claude Scherrer | 6           | 5           | 4           |  |  | 4             | Àlex Corretja    | Àlex Corretja    | 1                | 1             |   |   |               |               |              |              |              |  |
|  | Julian Knowle     | Julian Knowle        | 3           | 6           | 6           |  |  |               | Julian Knowle    | Julian Knowle    | 6                | 6             |   |   |               |               |              |              |              |  |
|  | Julien Jeanpierre | Julien Jeanpierre    | 6           | 2           | 0           |  |  |               |                  |                  |                  |               |   |   | Julian Knowle | Julian Knowle | 6            | 6            | 6            |  |
|  | Janko Tipsarević  | Janko Tipsarević     | 6           | 3           | 6           |  |  |               |                  | Janko Tipsarević | Janko Tipsarević | 7             | 1 | 4 |               |               |              |              |              |  |
|  | Stan Wawrinka     | Stan Wawrinka        | 2           | 6           | 4           |  |  |               | Janko Tipsarević | Janko Tipsarević | 7                | 6             |   |   |               |               |              |              |              |  |
|  | 7                 | Gilles Elseneer      | 7           | 4           | 6           |  |  | 7             | Gilles Elseneer  | Gilles Elseneer  | 5                | 4             |   |   |               |               |              |              |              |  |
|  |                   | Răzvan Sabău         | 5           | 6           | 4           |  |  |               |                  |                  |                  |               |   |   |               |               |              |              |              |  |